# Оркахуело-де-ла-Сьєрра
Оркахуело-де-ла-Сьєрра (ісп. Horcajuelo de la Sierra) — муніципалітет в Іспанії, у складі автономної спільноти Мадрид. Населення — 95 осіб (2010).
Муніципалітет розташований на відстані близько 75 км на північ від Мадрида.

## Демографія
Динаміка населення (INE ):

## Галерея зображень

Розташування муніципалітету у автономній спільноті Мадрид
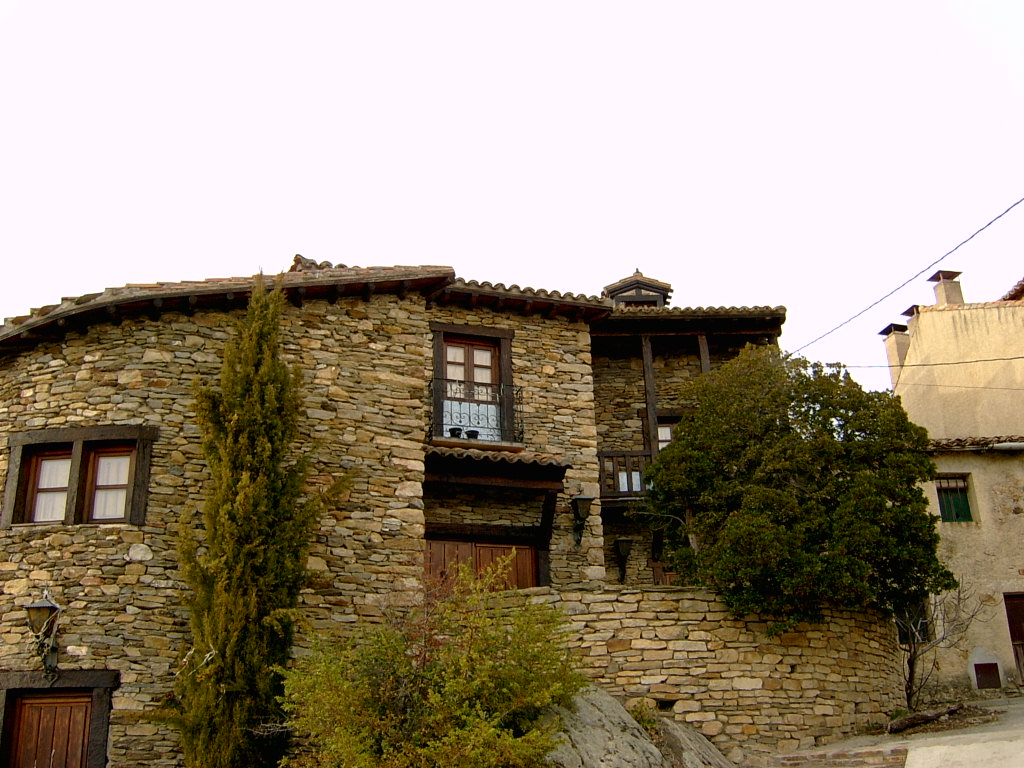
Типова архітектура